# Weischlitz
Weischlitz ist eine Gemeinde im Vogtlandkreis in Sachsen.

## Geographie

### Geographische Lage
Das Gebiet der Gemeinde Weischlitz befindet sich im Westen des Vogtlandkreises, im sächsischen Teil des historischen Vogtlands sowie in Randlage zum Landschaftsschutzgebiet Burgsteinlandschaft. Geografisch liegt der Ort im Zentrum des Naturraums Vogtland, in einer bewaldeten Kuppenlandschaft mit Feldern und Wiesen, im äußeren Südwesten des Freistaates Sachsen, angrenzend an Bayern und Thüringen. Durch die Ortsteile Weischlitz und Kürbitz fließt nach dem Verlassen der Talsperre Pirk die Weiße Elster. Diese teilt den Hauptort Weischlitz in die Gemarkungen Unterweischlitz (westlich der Weißen Elster) und Oberweischlitz mit der Siedlung Rosenberg (östlich der Weißen Elster).

### Gemeindegliederung
Zur Gemeinde Weischlitz gehören die Ortsteile:
| - Berglas - Dehles - Dröda - Geilsdorf - Grobau - Großzöbern - Gutenfürst | - Heinersgrün - Kemnitz - Kleinzöbern - Kloschwitz - Kobitzschwalde - Krebes mit Schwarzenreuth | - Kröstau - Kürbitz - Mißlareuth - Pirk mit Türbel - Reinhardtswalde - Reuth - Rodersdorf | - Ruderitz - Schönlind - Schwand - Steins - Thossen - Tobertitz - Weischlitz |

Der für die Gemeinde namensgebende Ortsteil Weischlitz ist auch Sitz der Gemeindeverwaltung; er besteht aus Unterweischlitz und Oberweischlitz mit Rosenberg.
Infolge der DDR-Grenzsicherung wurden folgende Orte zerstört: Markusgrün, Schwarzenreuth und Stöckigt. Ramoldsreuth wurde im Zuge des Baus der Talsperre Dröda (1964–1971) zerstört.

### Nachbargemeinden
| Stadt Gefell und Stadt Tanna im Saale-Orla-Kreis | Gemeinde Rosenbach im Vogtlandkreis         | Stadt Plauen im Vogtlandkreis        |
| Gemeinde Feilitzsch im Landkreis Hof             | Kompassrose, die auf Nachbargemeinden zeigt | Stadt Oelsnitz im Vogtlandkreis      |
| Gemeinde Trogen im Landkreis Hof                 | Gemeinde Triebel im Vogtlandkreis           | Gemeinde Bösenbrunn im Vogtlandkreis |

## Geschichte
Weischlitz wurde im Jahre 1274 erstmals urkundlich als Wisols erwähnt. Um 1381 wurde im Ort ein Herrensitz erwähnt, der sich in den Händen der Familie von Feilitzsch befand. Schriftlich erwähnt wurde dieser in der Mitte des 15. Jahrhunderts. Seit 1583 ist in Weischlitz ein Rittergut nachweisbar. Im 17. Jahrhundert ist von einem Rittergut Weischlitz oberen und unteren Teils die Rede. Das Rittergut Weischlitz unteren Teils, welches sich in der Schwander Straße 1 in Unterweischlitz befand, kam durch die Heirat von Maria Dorothea von Posseck im Jahr 1622 an Wolf Heinrich von Gößnitz. Es blieb bis 1744 im Besitz dieser Familie. Anschließend besaß es Traugott Karl Erdmann Freiherr von Brandenstein, auf den Ernst August Freiherr von Seckendorff im Jahr 1812 und die Familie Kreller im Jahr 1859 folgten. Diese besaß das Rittergut Weischlitz unterer Teil bis 1945. Das Rittergut Weischlitz oberer Teil, welches sich Am Alten Gut 3 in Oberweischlitz befindet, wurde 1729 errichtet und war von 1739 bis 1945 im Besitz der Familie Kasten. Das zum Rittergut Weischlitz oberer Teil gehörige Gut Rosenberg wurde erstmals im Jahr 1642 erwähnt. Im Jahr 1791 ist es als Vorwerk genannt, später wurde es zum Rittergut erhoben. Es gehörte in der Mitte des 19. Jahrhunderts einem Herrn Herrmann. Nach einem Brand wurden im Jahre 1856 die baufälligen Rittergutsgebäude durch neue ersetzt.
Kirchlich ist Weischlitz seit jeher nach Kürbitz gepfarrt. Seit Ende des 18. Jahrhunderts bzw. Anfang des 19. Jahrhunderts war Weischlitz in die Landgemeinden Unterweischlitz und Oberweischlitz mit der Gutssiedlung Rosenberg unterteilt. Sie gehörten bis 1856 zum kursächsischen bzw. königlich-sächsischen Amt Plauen. 1856 wurden Unter- und Oberweischlitz dem Gerichtsamt Plauen und 1875 der Amtshauptmannschaft Plauen angegliedert. Der Bahnhof Weischlitz wurde am 1. November 1874 zusammen mit der Bahnstrecke Plauen–Cheb eröffnet. Seit dem 20. September 1875 endet zusätzlich die Bahnstrecke Gera Süd–Weischlitz im Weischlitzer Bahnhof.
Die Gemeinde Unterweischlitz wurde im Jahr 1925 in Weischlitz umbenannt. Am 3. Juni 1938 erfolgte die Eröffnung der Anschlussstelle Pirk der heutigen Bundesautobahn 72. Im Zuge der Bodenreform in der Sowjetischen Besatzungszone ab 1945 wurden die Besitzer der drei Weischlitzer Rittergüter Weischlitz unterer Teil (Emil Kreller), Weischlitz oberer Teil (Heinrich Ludolf Kasten) und Rosenberg enteignet. Während die Gebäude des Ritterguts Weischlitz oberer Teil in der Folgezeit baulich verändert wurden, erfolgte auf dem Gelände des Ritterguts Weischlitz unterer Teil der Abbruch verschiedener Gebäudeteile und der Um- bzw. Neubau der übrigen Gebäudesubstanz. Das Herrenhaus des Ritterguts Rosenberg wurde in den Jahren 1948/1949 abgerissen, so dass von dem Gebäude lediglich das Torhaus übrig blieb. Am 1. Juli 1950 erfolgte die Eingemeindung von Oberweischlitz mit Rosenberg nach Weischlitz. Durch die zweite Kreisreform in der DDR kam die Gemeinde Weischlitz im Jahr 1952 zum Kreis Plauen-Land im Bezirk Chemnitz (1953 in Bezirk Karl-Marx-Stadt umbenannt). Am 1. Januar 1974 wurde Kröstau nach Weischlitz eingemeindet.
Die Gemeinde Weischlitz gehörte seit 1990 zum sächsischen Landkreis Plauen, der 1996 im Vogtlandkreis aufging. Das Herrenhaus des Ritterguts Weischlitz oberer Teil wurde Sitz der Gemeindeverwaltung. Auf dem Areal des Ritterguts Weischlitz unterer Teil entstand nach Abriss aller Gebäude im Jahr 2005 ein Supermarkt. In den 1990er Jahren wurden die Orte Rodersdorf (1. Januar 1994), Kloschwitz, Kürbitz (beide am 1. Januar 1999) und Kobitzschwalde (1. April 1999 Umgliederung von Plauen) eingemeindet. Zur Großgemeinde wurde Weischlitz durch Eingliederung der Nachbargemeinden Burgstein mit 15 Ortsteilen am 1. Januar 2011 und Reuth mit sechs Ortsteilen am 1. Januar 2017.

### Einwohnerentwicklung
Entwicklung der Einwohnerzahl (31. Dezember):
| Jahr      | 1998  | 2000  | 2002  | 2004  | 2007  | 2008  | 2012  | 2013  | 2021 |
| --------- | ----- | ----- | ----- | ----- | ----- | ----- | ----- | ----- | ---- |
| Einwohner | 3.477 | 3.613 | 3.583 | 3.592 | 3.511 | 3.467 | 5.147 | 5.061 | 5707 |

### Eingemeindungen
| Ehemalige Gemeinde           | Datum                 | Anmerkung                                                                                   |
| ---------------------------- | --------------------- | ------------------------------------------------------------------------------------------- |
| Berglas                      | 01.04.1939            | Eingemeindung nach Großzöbern                                                               |
| Burgstein                    | 01.01.2011            |                                                                                             |
| Dehles                       | 01.01.1994            | Eingemeindung nach Reuth                                                                    |
| Dröda                        | 01.01.1999            | Eingemeindung nach Burgstein                                                                |
| Geilsdorf                    | 01.01.1994            | Zusammenschluss mit sechs weiteren Gemeinden zu Burgstein                                   |
| Grobau                       | 04.07.1963            | Eingemeindung nach Kemnitz                                                                  |
| Großzöbern                   | 01.01.1994            | Zusammenschluss mit sechs weiteren Gemeinden zu Burgstein                                   |
| Gutenfürst                   | 01.01.1994            | Zusammenschluss mit sechs weiteren Gemeinden zu Burgstein                                   |
| Heinersgrün (mit Markusgrün) | 01.01.1994            | Zusammenschluss mit sechs weiteren Gemeinden zu Burgstein                                   |
| Kemnitz                      | 01.01.1994            | Zusammenschluss mit sechs weiteren Gemeinden zu Burgstein                                   |
| Kleinzöbern                  | 01.04.1939            | Eingemeindung nach Großzöbern                                                               |
| Krebes (mit Schwarzenreuth)  | 01.01.1994            | Zusammenschluss mit sechs weiteren Gemeinden zu Burgstein                                   |
| Kloschwitz                   | 01.01.1999            |                                                                                             |
| Kobitzschwalde               | 01.01.1994 01.04.1999 | Eingemeindung nach Neundorf, Umgliederung nach Weischlitz                                   |
| Kröstau                      | 01.01.1974            |                                                                                             |
| Kürbitz                      | 01.01.1999            |                                                                                             |
| Mißlareuth                   | 01.03.1994            | Eingemeindung nach Reuth                                                                    |
| Oberweischlitz               | 01.07.1950            |                                                                                             |
| Pirk (mit Türbel)            | 01.01.1957            | Eingemeindung nach Großzöbern                                                               |
| Ramoldsreuth                 | 01.09.1968            | Eingemeindung nach Großzöbern, zugleich Abbruch des Dorfes durch Bau der Feilebachtalsperre |
| Reinhardtswalde              | 01.01.1957            | Eingemeindung nach Dehles                                                                   |
| Reuth                        | 01.01.2017            |                                                                                             |
| Rodersdorf                   | 01.01.1994            |                                                                                             |
| Rosenberg                    | vor 1875              | Eingemeindung nach Oberweischlitz                                                           |
| Ruderitz                     | 16.05.1968            | Eingemeindung nach Krebes                                                                   |
| Schönlind                    | 01.01.1972            | Eingemeindung nach Reuth                                                                    |
| Schwand                      | 01.01.1994            | Zusammenschluss mit sechs weiteren Gemeinden zu Burgstein                                   |
| Spielmes (*)                 | 01.04.1928            | Teileingliederung nach Reinhardtswalde                                                      |
| Steins                       | 01.07.1950            | Eingemeindung nach Schwand                                                                  |
| Thossen                      | 01.01.1974            | Eingemeindung nach Reuth                                                                    |
| Tobertitz                    | 01.01.1974            | Eingemeindung nach Reuth                                                                    |

## Politik

### Gemeinderat
Seit der Gemeinderatswahl am 9. Juni 2024 verteilen sich die 18 Sitze des Gemeinderates folgendermaßen auf die einzelnen Gruppierungen:
- Freie Wähler Weischlitz (FWW): 14 Sitze
- Kürbitzer Wähler (KW): 2 Sitze
- Wählervereinigung „Reuther Linde“ (Wv RL): 2 Sitz

| Gemeinderat ab 2024Insgesamt 18 Sitze - FWW: 14 - KW: 2 - WRL: 2 | Wahlvorschlag                   | 2024   | 2024   | 2019   | 2019   | 2014   | 2014   |
| Gemeinderat ab 2024Insgesamt 18 Sitze - FWW: 14 - KW: 2 - WRL: 2 | Wahlvorschlag                   | Sitze  | in %   | Sitze  | in %   | Sitze  | in %   |
| Gemeinderat ab 2024Insgesamt 18 Sitze - FWW: 14 - KW: 2 - WRL: 2 | Freie Wähler Weischlitz         | 14     | 78,1   | 15     | 77,9   | 16     | 76,2   |
| Gemeinderat ab 2024Insgesamt 18 Sitze - FWW: 14 - KW: 2 - WRL: 2 | Wählervereinigung Reuther Linde | 2      | 11,2   | 1      | 8,3    | –      | –      |
| Gemeinderat ab 2024Insgesamt 18 Sitze - FWW: 14 - KW: 2 - WRL: 2 | Kürbitzer Wähler                | 2      | 10,7   | 2      | 9,8    | 2      | 12,4   |
| Gemeinderat ab 2024Insgesamt 18 Sitze - FWW: 14 - KW: 2 - WRL: 2 | Linke                           | –      | –      | –      | 2,9    | –      | –      |
| Gemeinderat ab 2024Insgesamt 18 Sitze - FWW: 14 - KW: 2 - WRL: 2 | SPD                             | –      | –      | –      | 1,1    | –      | 4,3    |
| Gemeinderat ab 2024Insgesamt 18 Sitze - FWW: 14 - KW: 2 - WRL: 2 | CDU                             | –      | –      | –      | –      | –      | 2,0    |
| Gemeinderat ab 2024Insgesamt 18 Sitze - FWW: 14 - KW: 2 - WRL: 2 | FDP                             | –      | –      | –      | –      | –      | 1,2    |
| Gemeinderat ab 2024Insgesamt 18 Sitze - FWW: 14 - KW: 2 - WRL: 2 | Wahlbeteiligung                 | 73,9 % | 73,9 % | 71,6 % | 71,6 % | 61,1 % | 61,1 % |

### Bürgermeister
Bürgermeister der Gemeinde Weischlitz ist Steffen Raab (Freie Wähler). Er wurde am 31. Januar 2016 als einziger Kandidat mit 98,0 % der gültigen Stimmen in seinem Amt bestätigt. Die Wahlbeteiligung lag bei 43,7 %.
| Wahl | Bürgermeister | Vorschlag | Wahlergebnis (in %) |
| ---- | ------------- | --------- | ------------------- |
| 2023 | Steffen Raab  | FWW       | 99,0                |
| 2016 | Steffen Raab  | FWW       | 98,0                |
| 2008 | Steffen Raab  | FWW       | 58,9                |
| 2001 | Uwe Müller    | FWW       | 74,6                |

### Wappen
| Wappen von Weischlitz | Blasonierung: „Der Schild ist halbgespalten und geteilt. 1. Das rechte obere Feld zeigt einen goldenen, rot gekrönten und rot bewehrten aufgerichteten Löwen im schwarzen Feld. 2. Das linke obere Feld ist gespalten und links von Schwarz, Silber und Schwarz gleichmäßig geteilt; die rechte Hälfte ist mit Zinnen geteilt (oben Silber, unten rot, Höhe der 3 roten Zinnen über gesamtes mittleres Drittel). 3. Das untere Feld zeigt auf Blau eine silberne dreibogige Brücke mit Steinquaderung.“ |
| Wappen von Weischlitz | Die Gemeinde Weischlitz führt ein Wappen, in dem unter anderem der vogtländische Löwe enthalten ist. |

## Infrastruktur

### Bildung

#### Allgemeinbildende Schulen
In Weischlitz befinden sich eine Grundschule und eine Oberschule.
Eine weitere Grundschule befindet sich im Ortsteil Krebes.

#### Kinderbetreuungseinrichtungen
Kindergärten gibt es in Weischlitz sowie in den Ortsteilen Kürbitz und Rodersdorf, im Ortsteil Großzöbern gibt es eine Kindertagesstätte.

### Verkehr

Bahnhof Weischlitz um 1910

Der 1874 eröffnete Bahnhof Weischlitz liegt an der Bahnstrecke Plauen–Cheb, zudem endet hier die Bahnstrecke aus Gera Süd (auch als Elstertalbahn bezeichnet). In Gutenfürst gibt es den Bahnhof, welcher als Grenzstation an der Strecke Leipzig–Hof von Bedeutung war. Im Südosten hat Weischlitz eine direkte Anbindung zur Bundesautobahn 72.
Weischlitz wird im vertakteten ÖPNV des Verkehrsverbunds Vogtland von folgenden RufBus-Linien bedient:
Stand: 13. Februar 2022
| Linie | Endpunkte                    | Verlauf                                   | Verkehrsunternehmen     |
| ----- | ---------------------------- | ----------------------------------------- | ----------------------- |
| 47    | Weischlitz ↔ Plauen-Neundorf | Thossen – Mißlareuth – Reuth – Kloschwitz | Plauener Omnibusbetrieb |
| 48    | Weischlitz ↔ Plauen-Neundorf | Kürbitz – Kloschwitz – Possig             | Plauener Omnibusbetrieb |
| 52    | Weischlitz ↔ Gutenfürst      | Pirk – Großzöbern – Heinersgrün           | Plauener Omnibusbetrieb |

## Kultur und Sehenswürdigkeiten
- Sehenswert ist das unter Denkmalschutz stehende Alte Gut von Weischlitz, ein im Vogtland wohl einmaliges Ensemble von Herrenhaus und zwei Fachwerkscheunen. Der Gebäudekomplex wurde in den Jahren 1995–1997 rekonstruiert. Im ehemaligen Herrenhaus des Ritterguts Weischlitz oberer Teil hat die Gemeindeverwaltung ihren Sitz. Eine Scheune wird von der Gemeinde als Bürgerhaus und eine andere von einem Geldinstitut, der Sparkasse Vogtland, genutzt.
- Der touristisch zertifizierte Ortsteil Kürbitz wird durch seine Sehenswürdigkeiten und kulturellen Veranstaltungen überregional wahrgenommen.[16]
- Die Claraquelle, geweiht am 26. September 1928, am Talhang der Weißen Elster gelegen, zählt zu den Ausflugszielen. Zudem gibt es unterhalb des Ortsteils Geilsdorf die Thermalquelle Neumühle.
- Die Wallfahrtskapelle Santa Clara[17] in Heinersgrün liegt 540 Meter hoch. Ihre Errichtung geht auf Klarissen aus Hof zurück.[18]
- Die Burg Türbel diente als Wehranlage zum Schutz des wichtigen historischen Handelsstraßenabschnitts zwischen Plauen und Hof.
- Die  Burgstein-Ruinen auf dem gleichnamigen Burgstein sind zwei Kirchenruinen aus dem 14. Jahrhundert.
- Der Wanderweg Butterweg bildet einen Teilabschnitt einer mittelalterlichen Fernstraße.

Sehenswürdigkeiten
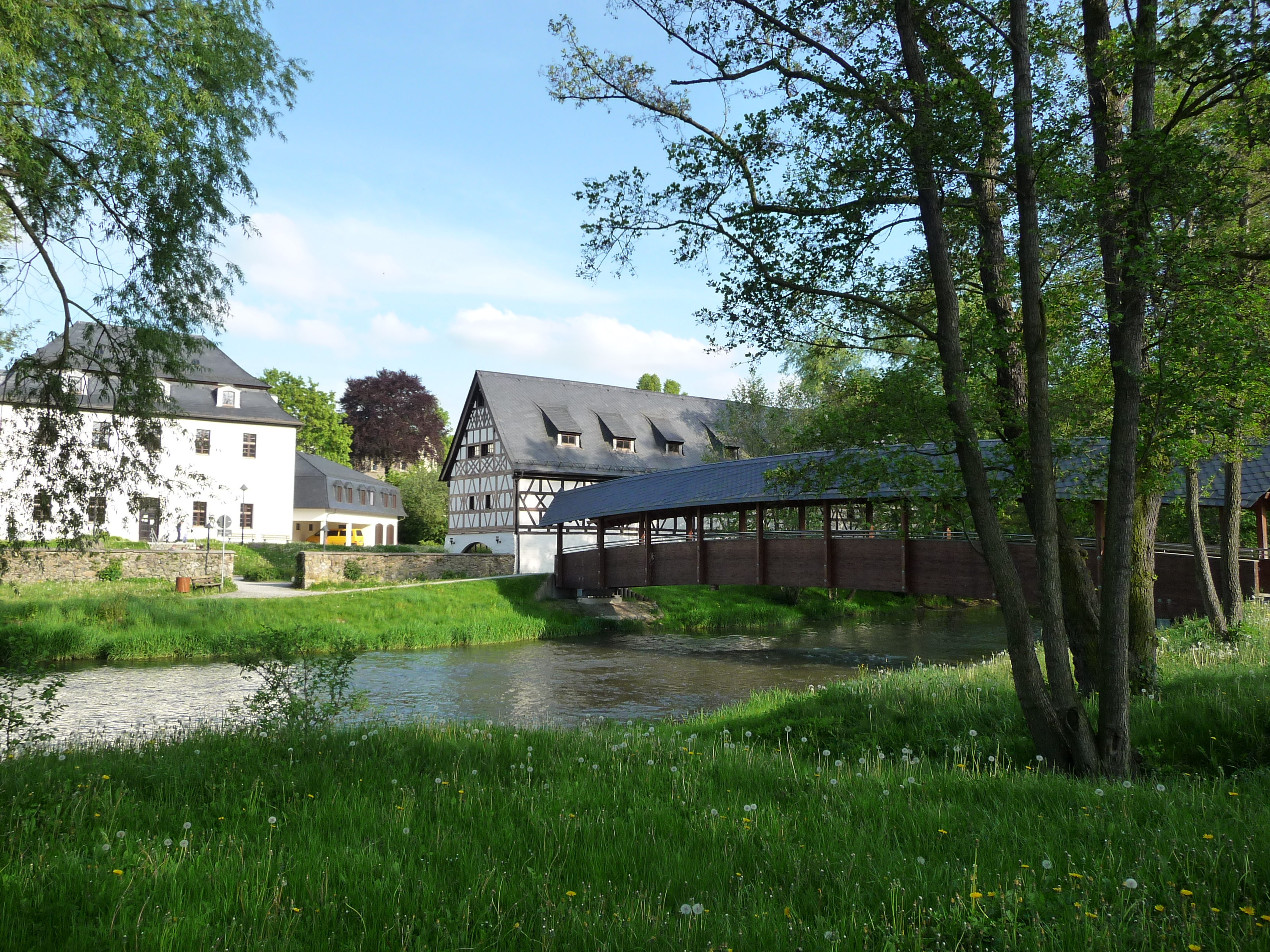
Altes Gut in Weischlitz
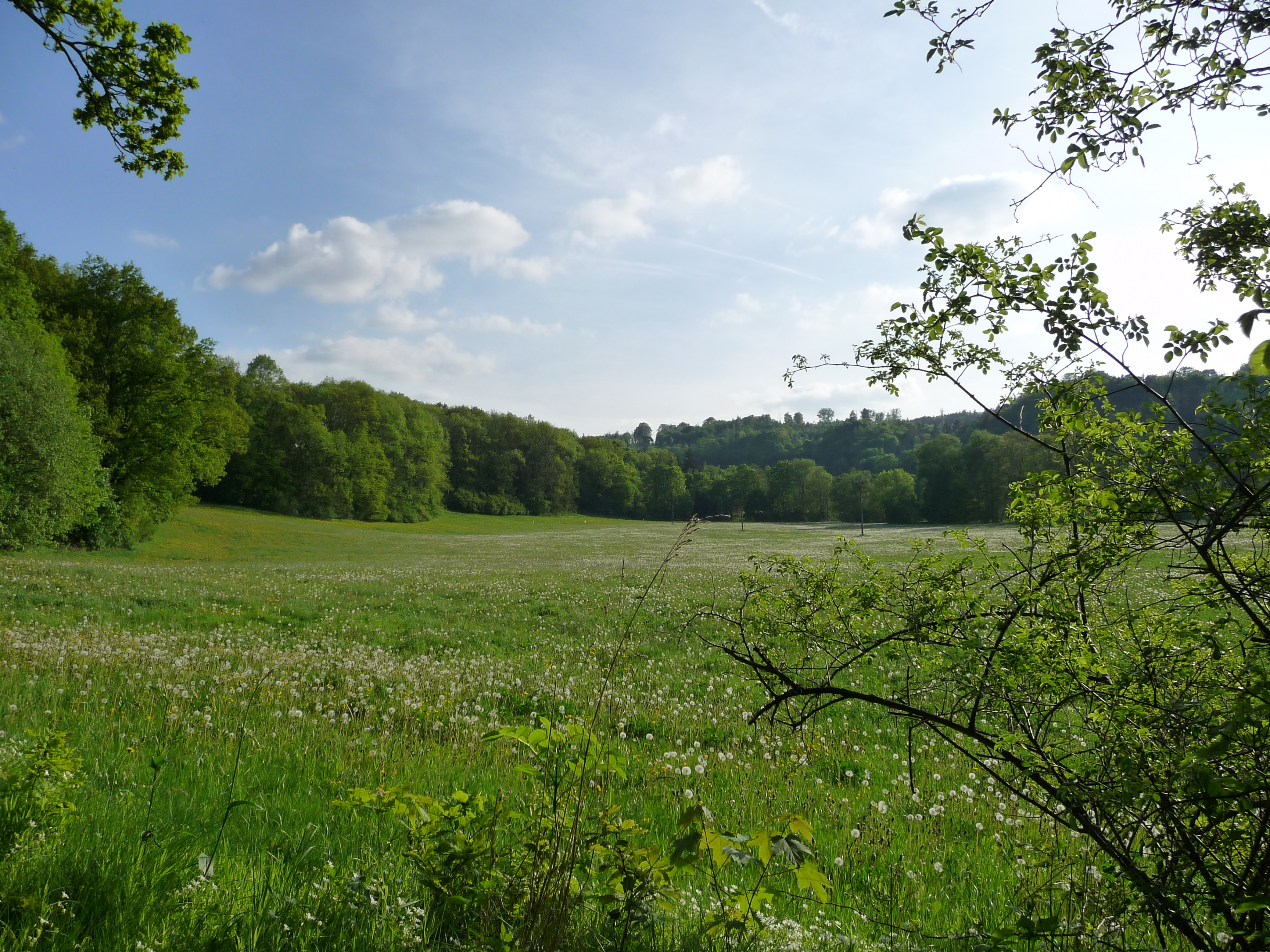
Elstertal bei Weischlitz
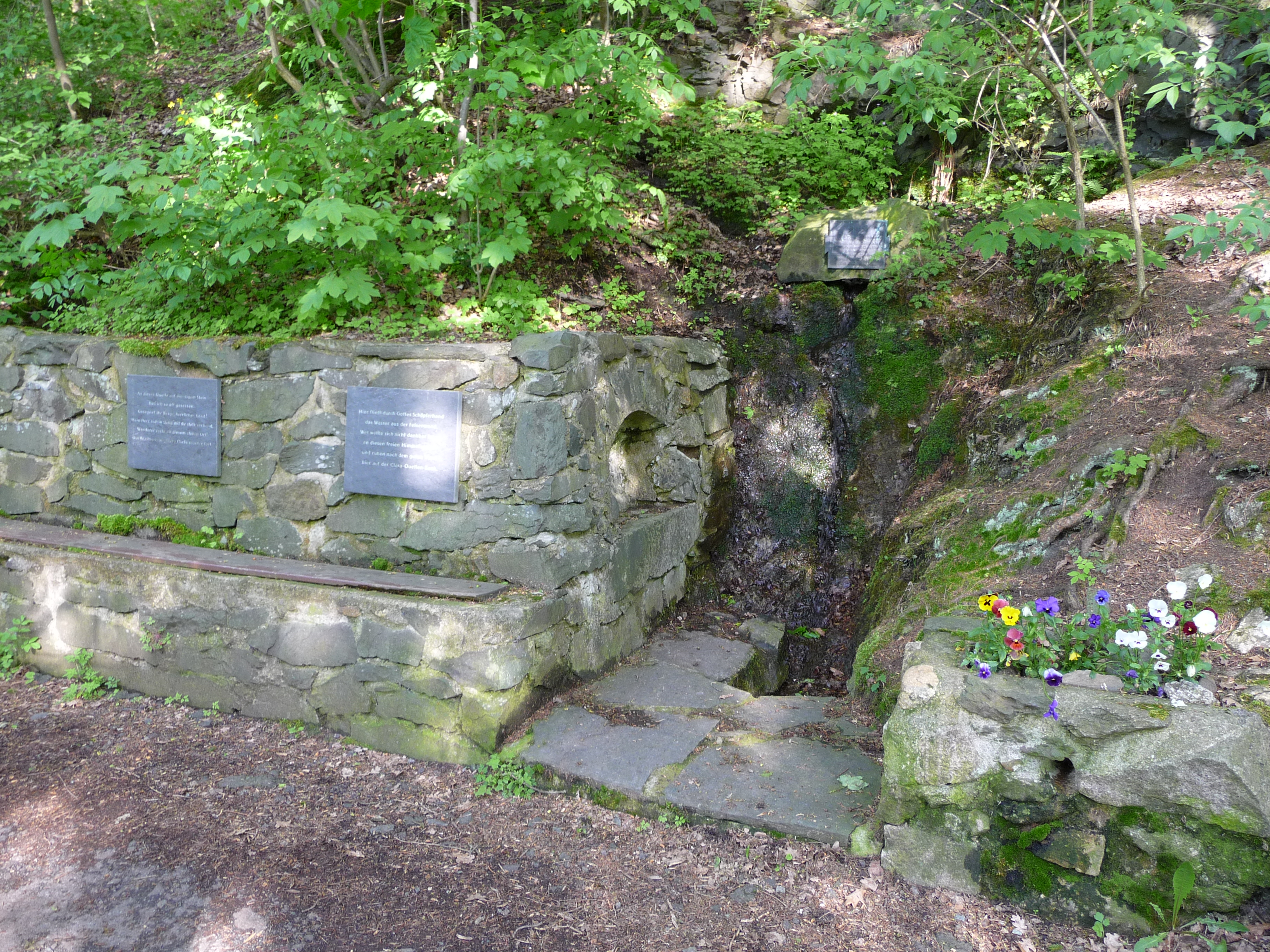
Clara-Quelle bei Weischlitz
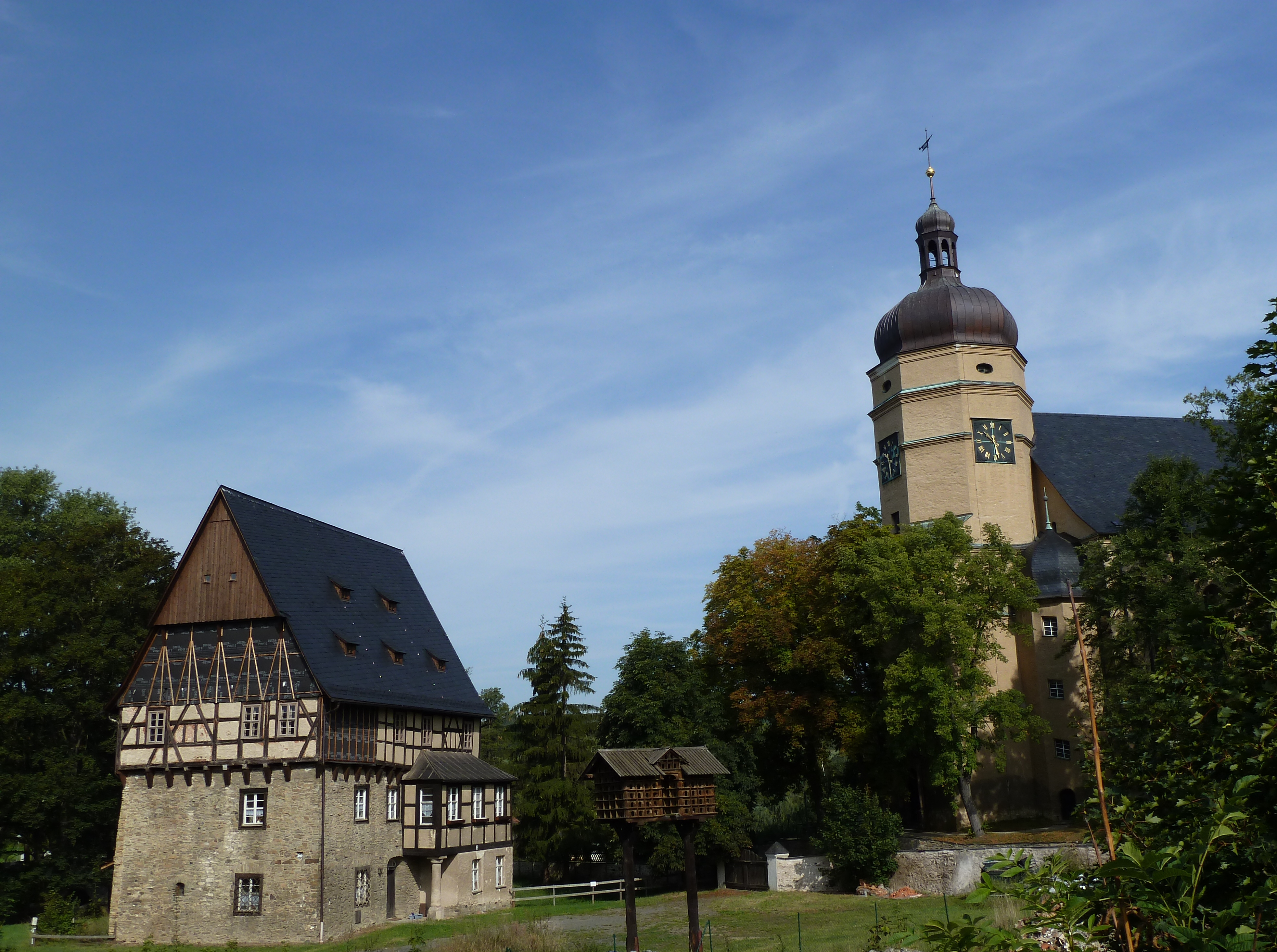
Herrenhaus und Kirche im Ortsteil Kürbitz
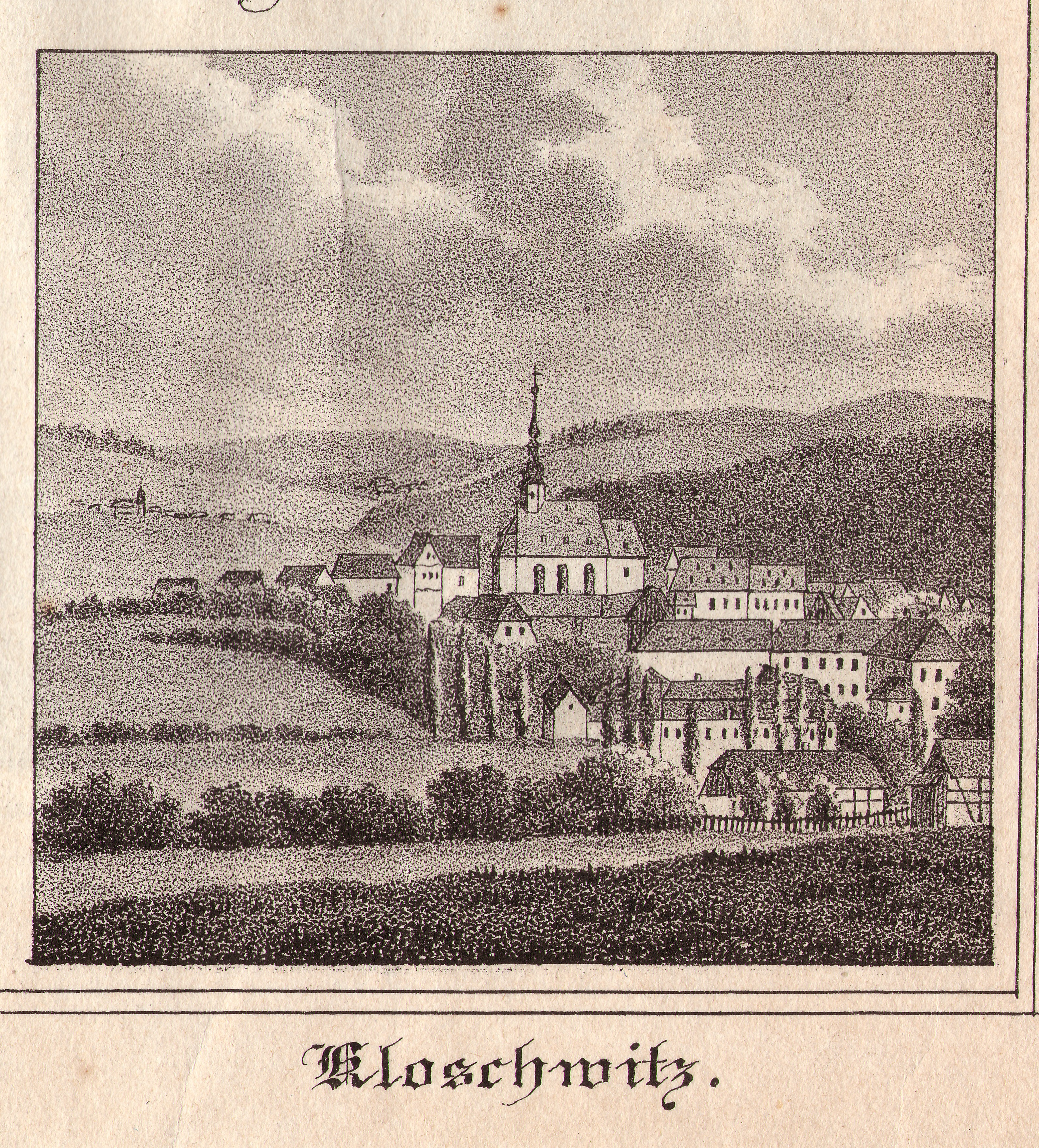
Kloschwitz in Sachsens Kirchen-Galerie von 1844
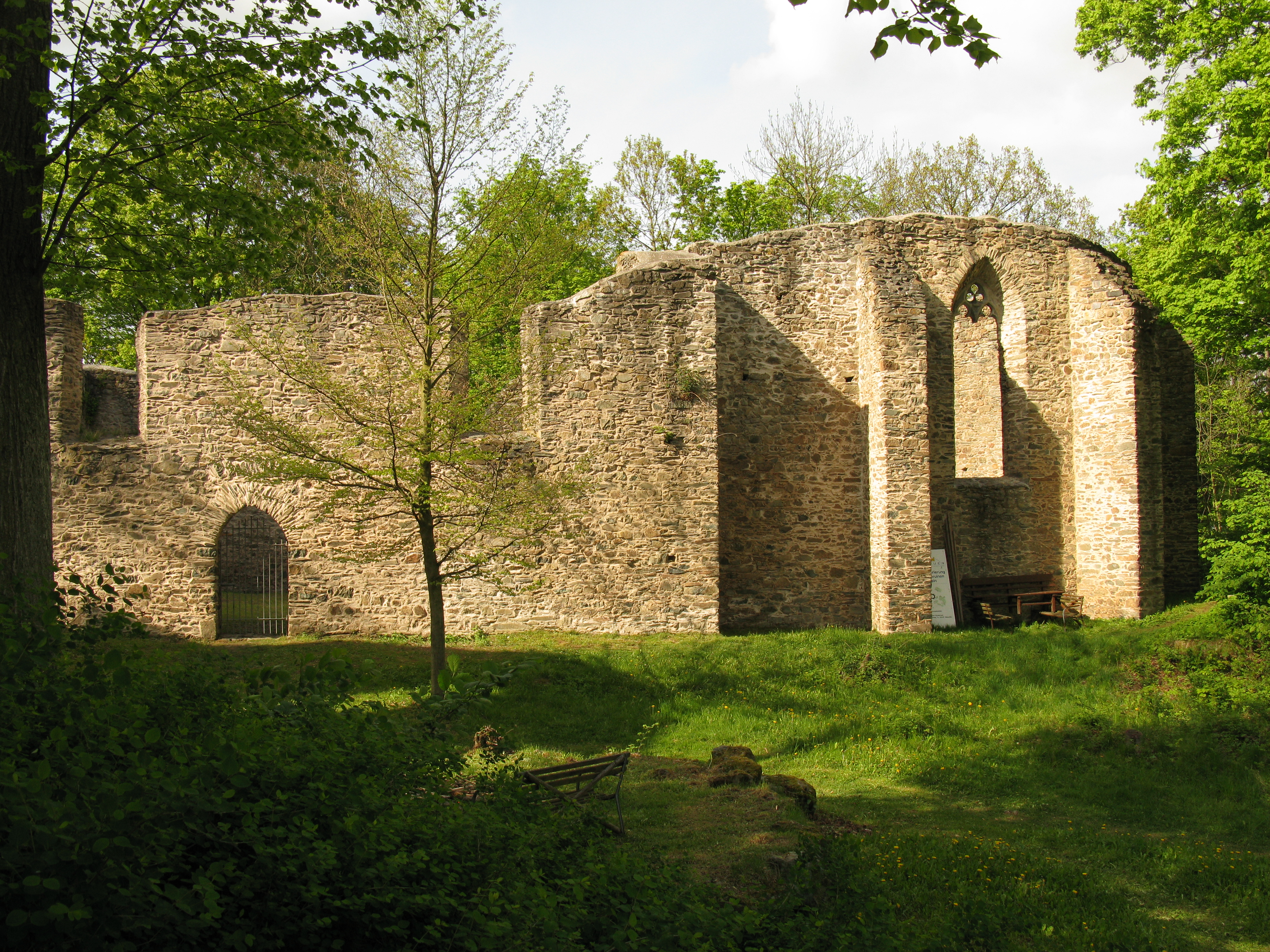
Weischlitz Burgsteinruinen untere Kirche von Süden

## Persönlichkeiten
- Emil Kreller (1811–1882), Rittergutsbesitzer in Unterweischlitz und Politiker, MdL (Königreich Sachsen)
- Heinrich Theodor Koch (1822–1898), Reichstags- und Landtagsabgeordneter, geboren in Kürbitz
- Hermann Vogel (1854–1921), Maler, gelebt und gestorben in Krebes
- Paul Hartwig (1915–2014), Marineoffizier, zuletzt Vizeadmiral der Bundesmarine und  Befehlshaber der Flotte wurde am 14. September 1915 in Steins, heute Ortsteil von Weischlitz, geboren
- Rudolf Schubert (1927–2022) im Ortsteil Kobitzschwalde, Botaniker und Hochschullehrer
- Günter Werner (1931–1998), Militärmediziner
- Siegfried Rudert (1932–1980), Maschinenbauingenieur und Professor für Automatisierungstechnik in Magdeburg, geboren in Großzöbern
- Michael Ketting (* 1950), Ingenieur und Professor an der Ruhr-Universität Bochum; in Weischlitz von 2000 bis 2012 Generalbevollmächtigter und von 2012 bis 2015 Geschäftsführer der IAMT – Ingenieurgesellschaft für allgemeine Maschinentechnik mbH (Holding)